# جلم الماء الكبير

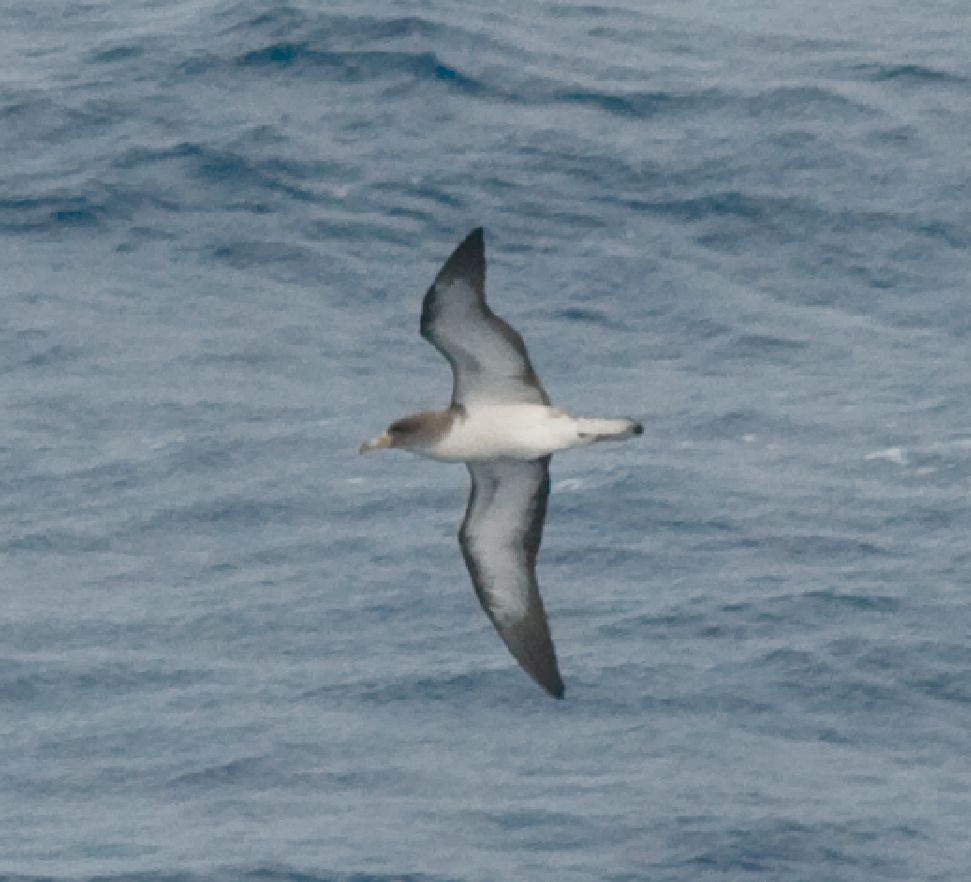

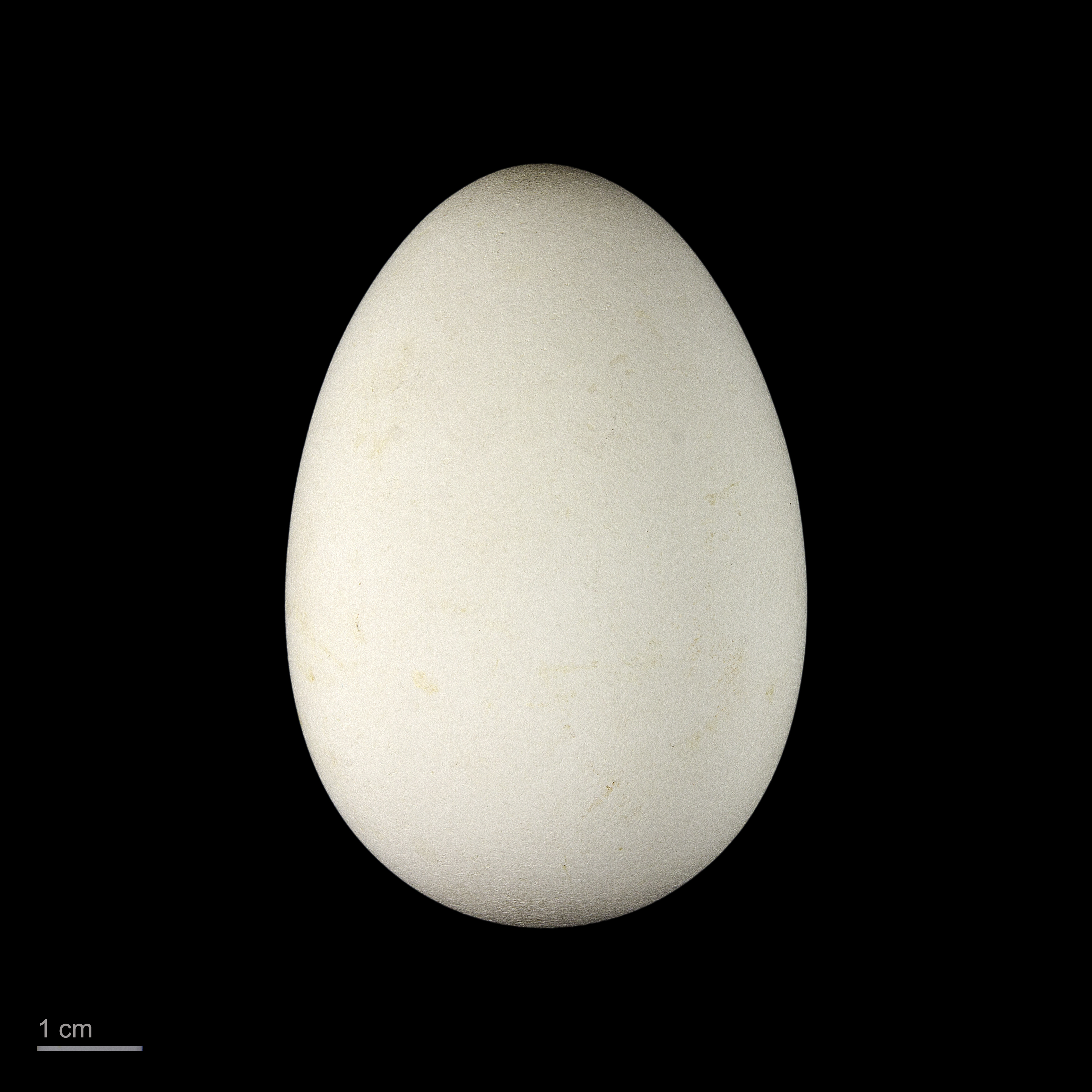
Calonectris diomedea

جلم الماء الكبير (الاسم العلمي: Calonectris diomedea) (بالإنجليزية: Cory's Shearwater)‏، هو طائر ينتمي إلى طيور بترل (فصيلة: Procellariidae).